# Papaipema
Papaipema är ett släkte av fjärilar. Papaipema ingår i familjen nattflyn.

## Bildgalleri

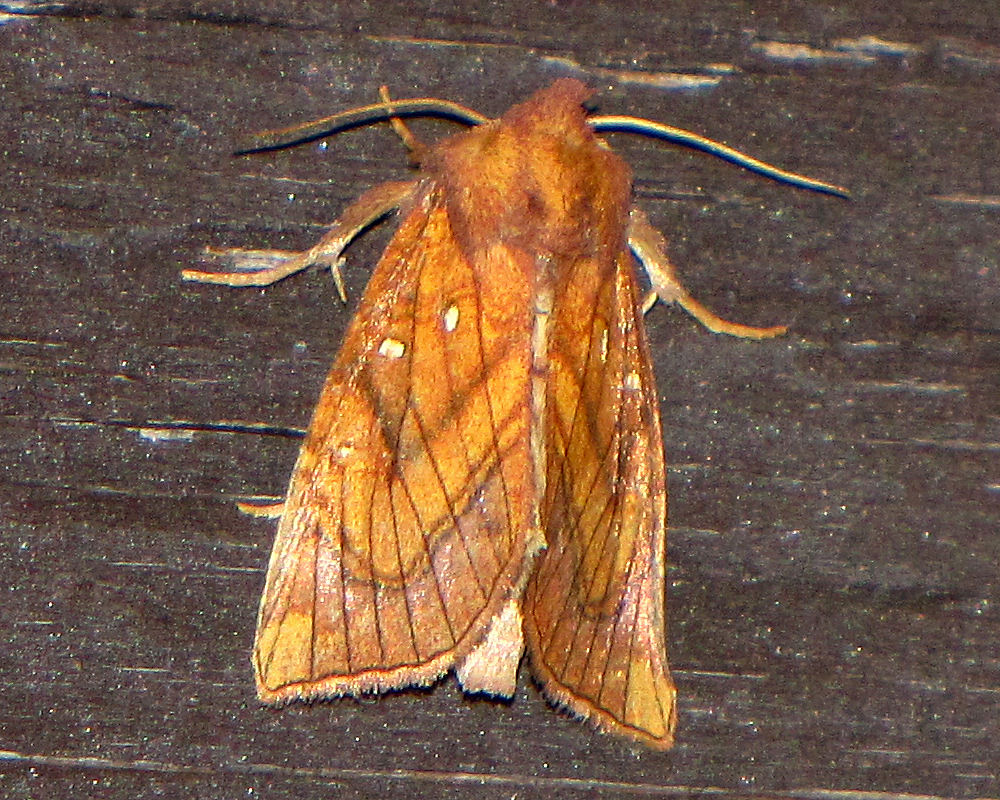

## Dottertaxa tillPapaipema, i alfabetisk ordning[1]
- Papaipema aerata
- Papaipema anargyrea
- Papaipema angelica
- Papaipema apicata
- Papaipema appassionata
- Papaipema araliae
- Papaipema arctivorens
- Papaipema astuta
- Papaipema aweme
- Papaipema baptisiae
- Papaipema beeriana
- Papaipema birdi
- Papaipema cataphracta
- Papaipema cerina
- Papaipema cerussata
- Papaipema circumlucens
- Papaipema depictata
- Papaipema dribi
- Papaipema duovata
- Papaipema duplicatus
- Papaipema engelhardti
- Papaipema errans
- Papaipema eryngii
- Papaipema eupatorii
- Papaipema fluxa
- Papaipema frigida
- Papaipema furcata
- Papaipema harrisii
- Papaipema horni
- Papaipema humuli
- Papaipema impecuniosa
- Papaipema imperspicua
- Papaipema imperturbata
- Papaipema inquaesita
- Papaipema insulidens
- Papaipema janicia
- Papaipema lacinariae
- Papaipema limata
- Papaipema limpida
- Papaipema linda
- Papaipema luteipicta
- Papaipema lysimachiae
- Papaipema marginidens
- Papaipema maritima
- Papaipema matheri
- Papaipema menickata
- Papaipema moeseri
- Papaipema mulieris
- Papaipema mulleri
- Papaipema nebris
- Papaipema necopina
- Papaipema nelita
- Papaipema nepheleptena
- Papaipema nephrassyntheta
- Papaipema nitela
- Papaipema obsolescens
- Papaipema ochroptena
- Papaipema orbicularis
- Papaipema perobsoleta
- Papaipema pertincta
- Papaipema placida
- Papaipema polymnia
- Papaipema pterisii
- Papaipema purpurifasciata
- Papaipema regalis
- Papaipema rigida
- Papaipema rubiginosa
- Papaipema rutila
- Papaipema sciata
- Papaipema silphii
- Papaipema speciosissima
- Papaipema stenocelis
- Papaipema sullivani
- Papaipema sulphurata
- Papaipema terminalis
- Papaipema thalictri
- Papaipema triorthia
- Papaipema unimoda
- Papaipema vaha
- Papaipema verona
- Papaipema wyatti